# Méribel Alpina
Pour les articles homonymes, voir Alpina.
Méribel Alpina, situé au cœur du grand domaine skiable des Trois Vallées, est une entreprise créée en 1955 qui exploite le domaine skiable de Méribel.
En 2000, Méribel Alpina devient la filiale à 100 % de la Compagnie des Alpes.
Elle partage l'exploitation du domaine skiable de Méribel avec la Société des Trois-Vallées (S3V) qui exploite également le domaine skiable des stations de Courchevel,  Méribel-Mottaret, et La Tania.

## Histoire
En 1938, les skieurs anglais délaissèrent les stations autrichiennes en raison de la montée du nazisme. Un anglais, le colonel Peter Lindsay découvre le site de Méribel et fonde la Société Foncière de la Vallée des Allues (S.F.V.A.). La société Meribel Alpina, héritière de ce passé, est fondée en 1955.
Les premières liaisons entre les différentes stations des Trois Vallées. Le domaine skiable s'accroit, à partir de 1972, avec la création de la station-village de Meribel-Mottaret.
Lors des Jeux olympiques d'hiver de 1992 d'Albertville, la station de Méribel est choisie pour accueillir les épreuves de hockey sur glace et la totalité des épreuves de ski alpin féminin sur la piste du Roc de Fer.
En janvier 2014, la responsabilité de la société est publiquement mise en cause concernant le grave accident, survenu en décembre 2013, du champion automobile Michael Schumacher. Cette société avait fait l'objet d'une condamnation par la Cour d'appel de Chambéry dans le cadre d'un accident en 2009. Finalement, le Procureur de la République d'Albertville la met hors de cause dans les termes suivants, cités par l'AFP le 17 février 2014 : « Aucune infraction n’a été relevée à l’égard de quiconque. L’accident s’est produit en zone hors piste (...) la signalisation, le balisage, le jalonnement et l’information donnée sur les limites de cette piste étaient conformes aux normes françaises en vigueur. ».

## Gestion du domaine skiable et des remontées mécaniques
La société Méribel Alpina gère le domaine skiable de la station de Méribel. Le secteur de Méribel-Mottaret est quant à lui géré par la Société des Trois-Vallées (S3V).

### Les années 80
En 1983, la société crée une filiale chargée d'études, de développement et de maîtrise d'œuvre en matière de remontées mécaniques et d'aménagement de domaine skiable, la S.A. Alpina Développement. La station est l'une des premières des Alpes à s'équiper en enneigement de culture à partir de 1985.
Une convention de concession de 30 ans est signée entre Meribel Alpina et la commune des Allues pour l'exploitation du domaine skiable, en 1989. La société prend la gestion du service des pistes.

### Les années 90
Elle était cotée en bourse, sur le second marché, en 1995 mais en 2000 elle est cotée en bourse lorsqu'elle devient une filiale à 100 % de la Compagnie des Alpes,.
En 1998, deux nouvelles installations viennent compléter le parc des remontées mécaniques, le télésiège débrayable Adret (6 places) et le Télésiège fixe Golf (reliant Méribel Village au secteur Altiport).

### Modernisation du parc des remontées mécaniques
En 2002 est créée retenue de l’Altiport avec une capacité de stockage de 50 000 m3. En 2006, le domaine skiable des Trois Vallées s'équipe du système de contrôle d’accès mains libres. Création de la retenue de Cherferie avec une capacité de 65 000 m3.
La TC Tougnète est modernisée en 2007-2008 et la TSD6 Tougnete construite. En 2011-2012 sont mises en service les deux tronçons de la  TC de Saulire Express. Le village des Inuits et le Lounge de la Chaudanne, espace de pique-nique et de détente, sont créés en 2013.
En 2014, la liaison avec Courchevel via le Col de la Loze est modernisée (remplacement du TS Loze par le TSD Loze Express).